# Iraota rochana
Iraota rochana là một loài bướm xanh được tìm thấy ở (Manipur, Myanma, Java, Borneo, Sumatra, Malaya, Langkawi, Thái Lan, Singapore, Sulawesi và Philippines.

## Thư viện ảnh

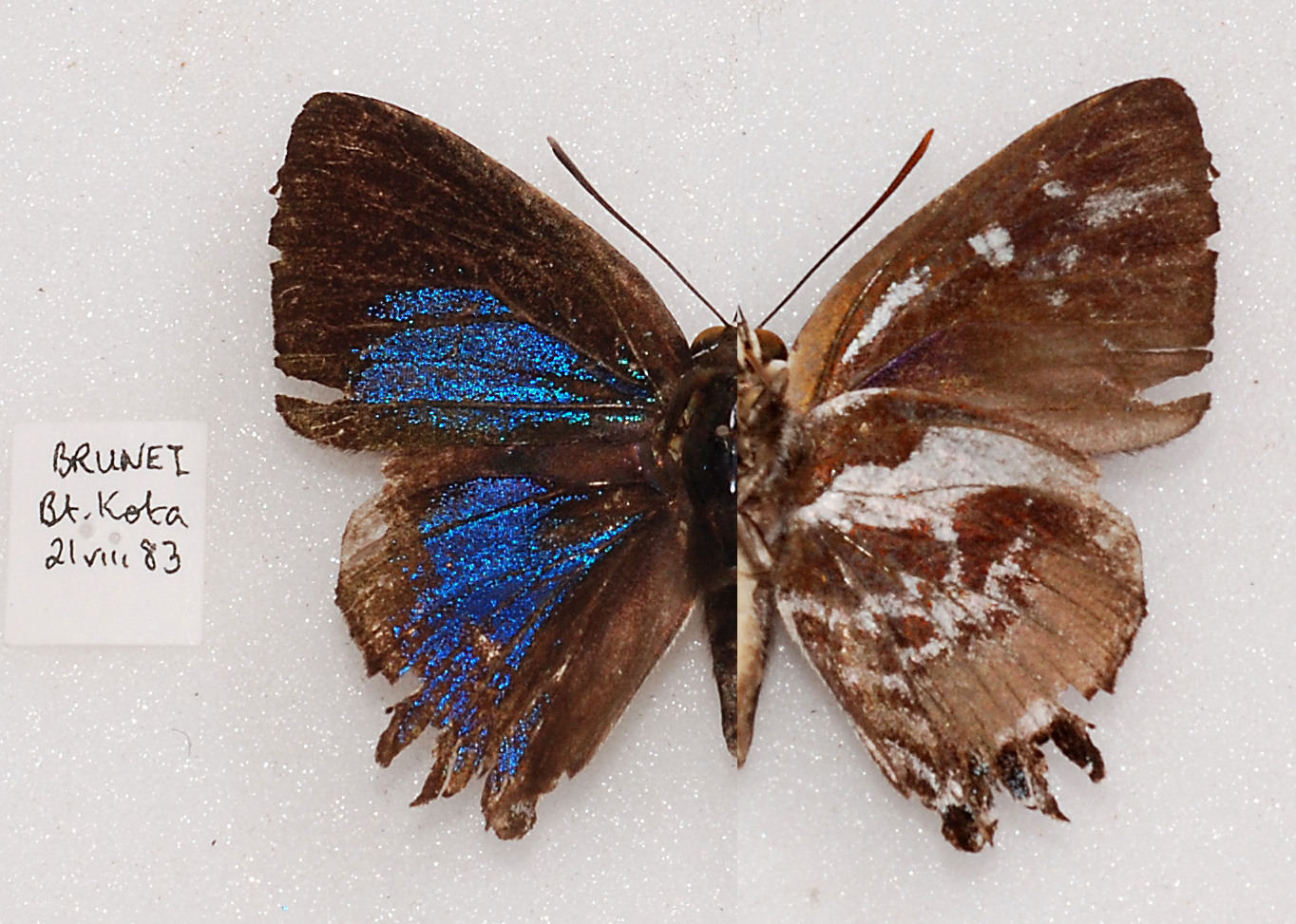
Male, Brunei, set specimen, Alan Cassidy collection.
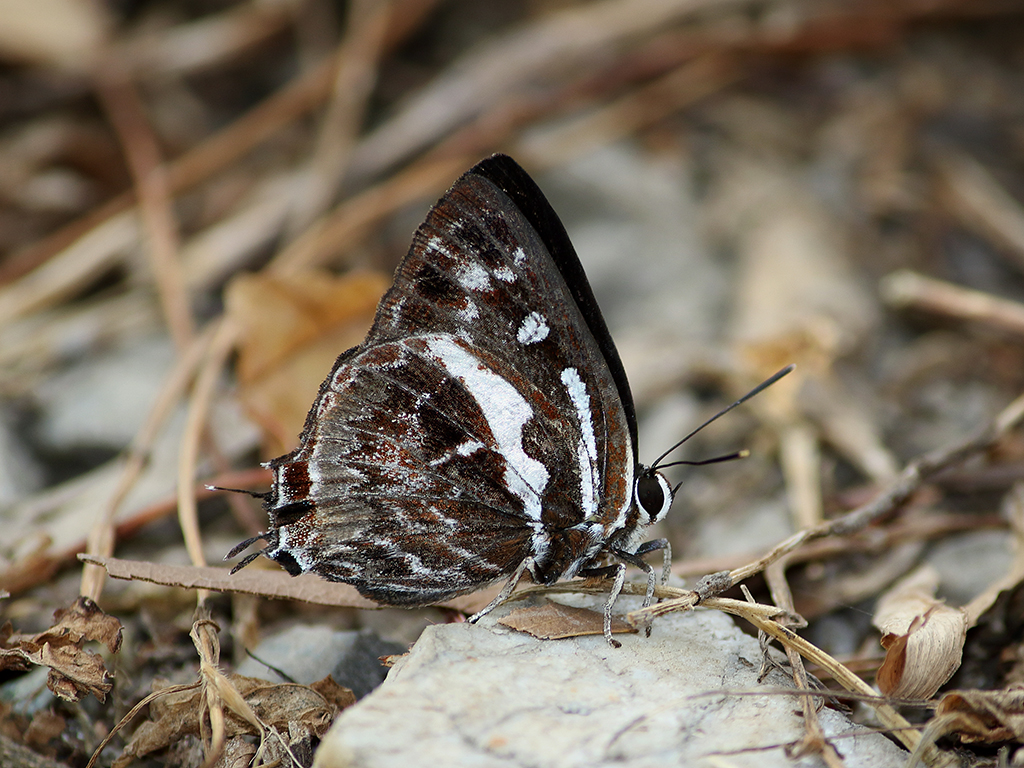